# Wolodymyr
Wolodymyr (ukrainisch Володимир) ist ein slawischer Vorname. Er ist die ukrainische Form von Wladimir. Seit 2021 trägt auch eine Stadt in der Ukraine wieder diesen Namen, siehe Wolodymyr (Stadt).

## Namensträger
- Wolodymyr der Große (ca. 960–1050), bedeutender Fürst der Kiewer Rus
- Wolodymyr (1935–2014), ukrainisch-orthodoxer Metropolit von Kiew und der Ukraine
- Wolodymyr Antonowytsch (1834–1908), ukrainischer Historiker, Archäologe, Ethnograph und politischer Aktivist
- Wolodymyr Apatskyj (1928–2018), ukrainischer Fagottist
- Wolodymyr Baklan (* 1978), ukrainischer Schachspieler
- Wolodymyr Chodow (1976–2004), tschetschenischer Terrorist ukrainischer Herkunft
- Wolodymyr Demtschyschyn (* 1974), ukrainischer Politiker
- Wolodymyr Barwinskyj (1850–1883), ukrainischer politischer Aktivist, Verleger, Historiker, Soziologe, Journalist, Schriftsteller und Übersetzer
- Wolodymyr Bessonow (* 1958), sowjetischer Fußballspieler und ukrainischer Fußballtrainer
- Wolodymyr Djudja (* 1983), ukrainischer Radrennfahrer
- Wolodymyr Drosd (1939–2003), ukrainischer Schriftsteller und Journalist
- Wolodymyr Duma (* 1972), ukrainischer Radrennfahrer
- Wolodymyr Hnatjuk (1871–1926), ukrainischer Folklorist, Ethnologe, Literaturwissenschaftler, Übersetzer und Journalist
- Wolodymyr Hrojsman (* 1978), ukrainischer Politiker
- Wolodymyr Hussjew (1927–2014), ukrainisch-sowjetischer Politiker
- Wolodymyr Ikonnykow (1841–1923), ukrainisch-russischer Historiker und Hochschullehrer
- Wolodymyr Iwasjuk (1949–1979), ukrainischer Komponist, Sänger und Dichter
- Wolodymyr Jaworiwskyj (1942–2021), ukrainischer Schriftsteller und Politiker
- Wolodymyr Jermolenko (* 1980), ukrainischer Philosoph
- Wolodymyr Kistion (* 1965), ukrainischer Politiker
- Wolodymyr Lytwyn (* 1956), ukrainischer Politiker
- Wolodymyr Martynenko (1923–1988), ukrainisch-sowjetischer Diplomat und Politiker
- Wolodymyr Matwijenko (* 1938), ukrainischer Ökonom und Poet
- Wolodymyr Mussalimow (1944–2013), sowjetisch-ukrainischer Boxer
- Wolodymyr Ohrysko (* 1956), ukrainischer Diplomat und Politiker
- Wolodymyr Orlowskyj (1842–1914), ukrainischer Maler
- Wolodymyr Oskilko (1892–1926), ukrainischer Generalleutnant und Putschist
- Wolodymyr Parchomenko (1880–1942), ukrainischer Historiker
- Wolodymyr Peretz (1870–1935), ukrainisch-sowjetischer Literaturwissenschaftler, Literaturkritiker, Volkskundler und Linguist
- Wolodymyr Petrenko (* 1944), ukrainischer Ingenieurwissenschaftler, Politiker und Unternehmensmanager
- Wolodymyr Poljatschenko (1938–2012), ukrainischer Politiker, Unternehmer und Honorarkonsul
- Wolodymyr Radtschenko (1948–2023), ukrainischer Nachrichtendienstler
- Wolodymyr Rybak (* 1946), ukrainischer Politiker
- Wolodymyr Rybak (1971–2014), ukrainischer Lokalpolitiker
- Wolodymyr Sabolotnyj (1898–1962), ukrainisch-sowjetischer Architekt
- Wolodymyr Sahorodnij (* 1981), ukrainischer Radrennfahrer
- Wolodymyr Samijlenko (1864–1925), ukrainischer Dichter, Dramatiker und Übersetzer
- Wolodymyr Satonskyj (1888–1938), ukrainisch-sowjetischer Politiker und Wissenschaftler
- Wolodymyr Schepeljew (* 1997), ukrainischer Fußballspieler
- Wolodymyr Selenskyj (* 1978), ukrainischer Politiker, Präsident seit 2019
- Wolodymyr Serhjejew (1914–2009), ukrainisch-sowjetischer Ingenieur
- Wolodymyr Sokalskyj (1863–1919), ukrainischer Komponist, Pianist und Musikkritiker
- Wolodymyr Starossolskyj (1878–1942), ukrainischer Jurist, Politiker und Soziologe
- Wolodymyr Startschyk (* 1980), ukrainischer Radrennfahrer
- Wolodymyr Sterlyk (* 1940), sowjetisch-ukrainischer Ruderer
- Wolodymyr Sternjuk (1907–1997), ukrainischer Geistlicher, Titularerzbischof von Marcianopolis
- Wolodymyr Struk (1964–2022), ukrainischer Politiker
- Wolodymyr Swidsinskyj (1885–1941), ukrainischer Dichter und Übersetzer
- Wolodymyr Temnyzkyj (1879–1938), ukrainischer Politiker
- Wolodymyr Tohusow (* 1966), ukrainischer Ringer
- Wolodymyr Tschechiwskyj (1876–1937), ukrainischer Politiker
- Wolodymyr Tukmakow (* 1946), ukrainischer Schachspieler